# جسر 14 رمضان
جسر الأعظمية ويسمى جسر «14 رمضان». هو جسر يربط جانبي الرصافة والكرخ في بغداد. فمن الجانب الشرقي تقع منطقة الأعظمية ومن الجانب الغربي تقع منطقة العطيفية. يعتبر هذا الجسر هو الجسر الأحدث بناءً في بغداد بني بواسطة شركات أجنبية حيث تم إنشاءه عام 1979 ويسمى هذا النوع من الجسور غير المعلقة وهو أحدث نوع مصنف ضمن علم طرق إنشاء الجسور حيث أن معظم أجزاء الجسر يتم إنشائها داخل المصنع ثم يتم تنصيبه في الموقع. إن هذا الجسر (جسر الأعظمية) هو الجسر الوحيد من هذا النوع في العراق. ويعد جسر 14 رمضان من أضخم الجسور في بغداد التي تربط الكرخ بالرصافة.